# Valéria Bolsonaro
Valeria Muller Ramos Bolsonaro (Santos, 16 de setembro de 1969), mais conhecida como Valéria Bolsonaro, é uma bióloga, professora e política brasileira, filiada ao Partido Liberal (PL).

## Biografia

### Formação e primeiros anos
Valéria nasceu em Santos, cidade localizada no litoral de São Paulo no ano de 1969. Mudou-se para Campinas no ano de 1985. Na cidade de Campinas, formou-se no curso de Biologia oferecido pela Pontifícia Universidade Católica de Campinas (PUC-Campinas) e desde de 1987 passou a lecionar a disciplina em escolas.
Ela é casada com um primo em segundo grau do ex-presidente do Brasil, Jair Bolsonaro, adquirindo o sobrenome pelo casamento. 

### Política
Atualmente exerce o cargo de deputada estadual pelo estado de São Paulo, eleita em 2018 com 54.519 votos (0,26% dos votos válidos), representando o Partido Social Liberal (PSL).
No ano de 2022, filiou-se ao Partido Liberal (PL) em um evento que contou com a presença de Jair e Eduardo Bolsonaro (PL).
Em 9 de abril de 2024, foi nomeada pelo governador de São Paulo Tarcísio de Freitas no comando da Secretaria de Políticas Públicas para a Mulher.